# Morgenstond-II-Serie
Die Küstenmotorschiffe der Morgenstond-II-Serie, auch Ferus 5500, Ferus 6070 beziehungsweise Ferus 6250, wurde in zwölf Einheiten gebaut. Eines der Schiffe machte im Dezember 2015 als Emsmoon Schlagzeilen, nachdem es mit der Friesenbrücke in Weener kollidiert war und diese dabei beschädigte.

## Geschichte
Die Schiffe des Typs wurden von verschiedenen Reedereien in Auftrag gegeben und entstanden von 1996 bis 2001 auf den Werften in Westerbroek und Leer des Schiffbauunternehmens Scheepswerf Ferus Smit. Die ersten georderten Einheiten waren zunächst ein Einzelschiff für die Reederei C. T. Drent aus Siddeburen mit etwa 5500 Tonnen Tragfähigkeit und einem Laderaum sowie danach mehrere Schiffe für die Groninger Reederei Flinter mit über 6000 Tonnen Tragfähigkeit und zwei Laderäumen. Als Grundentwurf wurde zunächst die längere Variante entwickelt, die kürzere Variante wurde daraus abgeleitet. Die ersten beiden Flinter-Einheiten der längeren Bauversion wurden schon vor der Fertigstellung geringfügig angepasst um die Stabilität zu verbessern. Nach dem Bau der ersten drei Einheiten wurde der Entwurf nochmals überarbeitet und etwa einen halben Meter breiter ausgelegt, woraufhin er eine bessere Stabilität und eine etwas höhere Tragfähigkeit erhielt. Von diesem überarbeiteten Entwurf wurden sieben Einheiten der langen Variante für mehrere Reedereien und 1998 nochmal zwei etwa zehn Meter kürzere Schiffe mit nur einem Laderaum für eine Reederei in Groningen gebaut.

### Kollision derEmsmoonmit der Friesenbrücke

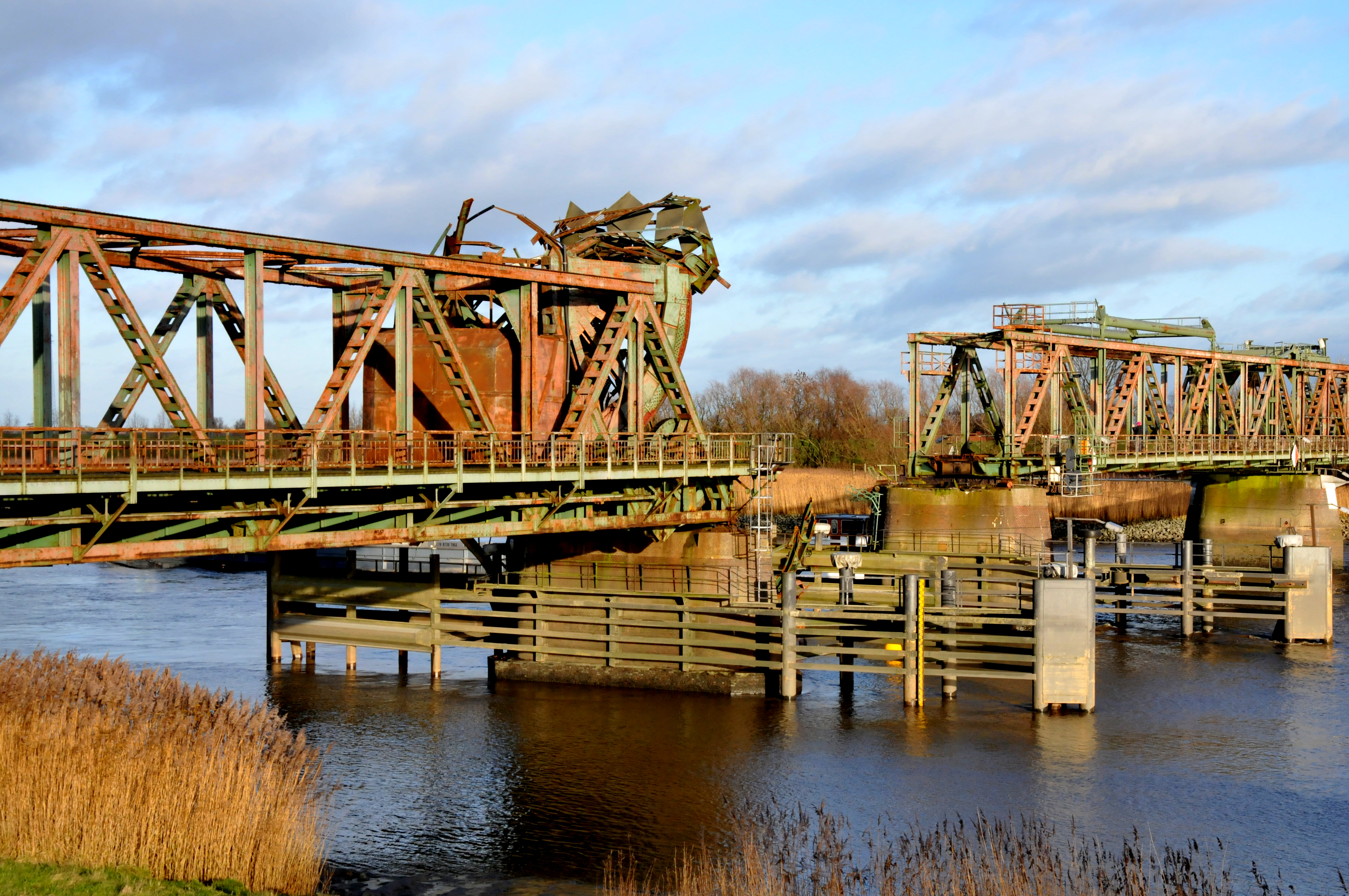
Die Friesenbrücke nach der Kollision

Am Abend des 3. Dezember 2015 kollidierte die Emsmoon mit dem geschlossenen Klappteil der Friesenbrücke und zerstörte ihn. Die Brücke wurde bei dem Zusammenstoß so stark beschädigt, dass sie komplett neu gebaut werden muss. Der Frachter erlitt nur geringe Schäden. Er hatte sich jedoch so stark mit der Brücke verkeilt, dass er mit Hilfe des Schleppers Gerd Bliede befreit werden musste. Der Schlepper brachte die Emsmoon zunächst in den Hafen von Papenburg zurück. Die Emsmoon wurde nach dem Unfall repariert und wieder in Fahrt gesetzt. 2019 wurde es an die Reederei Lohmann in Haren (Ems) verkauft und in Helas umbenannt.

## Technik
Die Schiffe sind als Trockenfrachter mit achtern angeordneten Aufbauten ausgeführt. Das Deckshaus des Typschiffs Morgenstond II ist ein Deck flacher, alle Folgebauten haben höhere Aufbauten, wobei das Deck der Nina und Lara unter dem Steuerhaus nicht ausgebaut wurde. Die kurzen Versionen des Typs haben einen einzelnen Laderaum, die langen Versionen verfügen über zwei Laderäume. Alle Laderäume werden mit stapelbaren Lukendeckeln seefest verschlossen. Der Laderaum der kurzen Versionen ist 71,40 m lang, bei den langen Einheiten ist der vordere Laderaum 27,30 m lang und der hintere 53,70 m lang. Alle Laderäume sind 12,65 m breit und 9,44 m hoch. Der Laderaum der kurzen Versionen fasst rund 7700 m³, das Volumen der „Langversion“ beträgt beim vorderen Laderaum 2820 m³ und 6232 m³ beim hinteren Laderaum (jeweils für Schüttgut). Die Tankdecke des Laderaums ist sowohl für den Transport von schweren Ladungen verstärkt, als auch mit Einrichtungen für den Transport von Containern versehen. Die Containerkapazität der Morgenstond II beträgt insgesamt 287 TEU, die der Nina und Lara mit den höheren Aufbauten 324 TEU. Bei den ersten beiden langen Varianten beträgt sie 356 TEU, bei den späteren 390 TEU. Davon können 163 TEU in den Laderäumen und 227 TEU an Deck geladen werden. Die Tankdecke kann mit 10 t/m², die Lukendeckel mit 1,7 t/m² belastet werden. Die Tragfähigkeit der kurzen Schiffe liegt bei 5500 Tonnen, die der längeren beträgt rund 6300 Tonnen.
Die Antriebsanlage des Schiffes besteht aus einem Viertakt-Dieselmotor des Herstellers Wärtsilä. Die kurzen Versionen der Schiffe erhielten den Neunzylinder-Typ 9L26 mit einer Leistung von 2924 Kilowatt, die bei den langen Schiffen verbauten Motoren des Achtzylinder-Typs 8R32E leisten bis zu 3280 kW. Die Motoren treiben über ein Untersetzungsgetriebe einen Verstellpropeller an. Die An- und Ablegemanöver können durch ein Bugstrahlruder mit 280 kW Leistung unterstützt werden. Für die Stromerzeugung stehen ein Wellengenerator und zwei Sisu-Dieselmotoren des Typs 645 DSBIMG zur Verfügung. Als Hafen- und Notgenerator wurde ein Sisu-Dieselgenerator des Typs 620 DSG verbaut.
Der Rumpf des Schiffes ist eisverstärkt. Die Einrichtungen für die Schiffsbesatzung sind auf fünf Decks verteilt. Für die Schiffsbesatzung stehen zehn Kabinen zur Verfügung.

## Bauliste
| Ferus Smit Morgenstond II-Serie | Ferus Smit Morgenstond II-Serie | Ferus Smit Morgenstond II-Serie | Ferus Smit Morgenstond II-Serie | Ferus Smit Morgenstond II-Serie               | Ferus Smit Morgenstond II-Serie                                                                                |
| Bauname                         | Bauort Baunummer                | IMO- Nummer                     | Ablieferung                     | Auftrag- geber                                | Umbenennungen und Verbleib                                                                                     |
| ------------------------------- | ------------------------------- | ------------------------------- | ------------------------------- | --------------------------------------------- | --- |
| Morgenstond II                  | Westerbroek 326                 | 9142643                         | 15. April 1997                  | Chris T. Drent, Siddeburen                    | 2005 AKN Prestige, 2005 Baltic Prestige, 2006 Brilliante, 2013 Transbrilliante, 2015 Amber Spirit, so in Fahrt |
| Flinterzee                      | Westerbroek 311                 | 9155896                         | 19. Juni 1997                   | Flinter Shipping, Groningen                   | 2016 Tango Mar, 2021 Ayssel, so in Fahrt                                                                       |
| Flinterhaven                    | Westerbroek 312                 | 9155901                         | 18. September 1997              | Flinter Shipping, Groningen                   | 2016 Tango Sol, 2020 Bosphorus Queen, so in Fahrt                                                              |
| Namai                           | Westerbroek 314                 | 9155913                         | 28. August 1998                 | Egbert L. Vuursteen und Wiebe Heins, Delfzijl | 2016 Brigitte M, 2022 Sky Time, so in Fahrt                                                                    |
| Nina                            | Westerbroek 317                 | 9180841                         | 16. Oktober 1998                | Nina Shipping, Rotterdam                      | 1998 Melody, 2002 Nina, 2013 Karoli, so in Fahrt                                                               |
| Lara                            | Westerbroek 318                 | 9180853                         | 21. Dezember 1998               | Lara Shipping, Rotterdam                      | 2013 Amber Trader, so in Fahrt                                                                                 |
| Flintereems                     | Westerbroek 319                 | 9180865                         | 12. März 1999                   | Flinter Shipping, Groningen                   | 2016 Maxi, 2023 Cielo, so in Fahrt                                                                             |
| Flintermaas                     | Westerbroek 320                 | 9180877                         | 21. Mai 1999                    | Flinter Shipping, Groningen                   | 2016 Felix, 2022 Angelo, so in Fahrt                                                                           |
| Flinterduin                     | Leer 324                        | 9213882                         | 29. Juni 2000                   | Flinter Shipping, Groningen                   | 2017 Longduin, 2023 Tuna, so in Fahrt                                                                          |
| Flinterdijk                     | Leer 325                        | 9215658                         | 12. Oktober 2000                | Flinter Shipping, Groningen                   | 2017 Longdijk, 2021 Kenan Atasoy, so in Fahrt                                                                  |
| Morgenstond III                 | Leer 326                        | 9213894                         | 14. Dezember 2000               | Chris T. Drent, Siddeburen                    | 2005 Emsmoon, 2019 Helas, 2019 Sandoe, 2020 Helas, 2024 Stolya, so in Fahrt                                    |
| Flinterspirit                   | Leer 327                        | 9229049                         | 21. März 2001                   | Flinter Shipping, Groningen                   | 2017 Spirit, 2021 Kaileen, so in Fahrt                                                                         |